# 市川猿蔵
市川猿蔵（いちかわ さるぞう）は、歌舞伎俳優の名跡。市川團十郎の一門で、屋号は成田屋。四代を数える。

## 市川猿蔵代々
- 初代 市川猿蔵（1835-1855）
  - 七代目市川團十郎の四男。天保9年に市川猿蔵を名のるが、兄八代目の自殺後、ほどなく死去した。
- 二代目 市川猿蔵（1845-1886）
  - 七代目市川團十郎の七男、本名。堀越寿。
  - 市川あかん平 → 市川壽蔵 → 四代目市川新之助 → 二代目市川猿蔵 → 八代目市川海老蔵
- 三代目 市川猿蔵（1867-1906）
  - 八代目市川海老蔵の門弟。明治19年に襲名。本名・堀越助七。墓所は青山霊園。
  - 市川国松 → 市川壽蔵 → 市川国松 → 三代目市川猿蔵
- 四代目 市川猿蔵（1900-1942）
  - 三代目猿蔵の子。本名・堀越鐘吉。大正9年、帝国劇場で襲名[1]。